# Rio Gurguéia
Rio Gurguéia är ett periodiskt vattendrag i Brasilien.   Det ligger i delstaten Piauí, i den östra delen av landet, 1 100 km norr om huvudstaden Brasília.
Omgivningarna runt Rio Gurguéia är huvudsakligen savann. Runt Rio Gurguéia är det glesbefolkat, med 16 invånare per kvadratkilometer.